# Jules Petiet

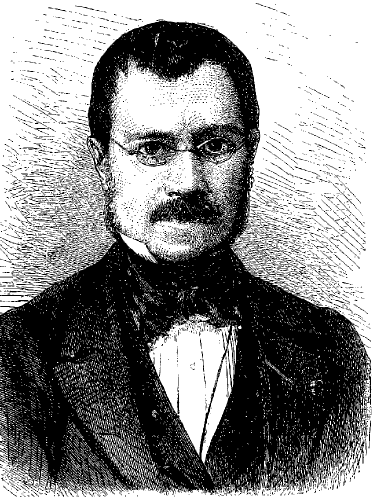
Jules Petiet

Jules Petiet (ur. 5 maja 1813, zm. 30 stycznia 1871) – francuski inżynier, jeden z pionierów budowy kolei.

## Życiorys
Był absolwentem pierwszego rocznika w École Centrale Paris. W 1846 roku został pierwszym szefem eksploatacji Chemin de fer du Nord (Kolei Północnej). Zajmował się modyfikowaniem lokomotyw skonstruowanych we Francji i Wielkiej Brytanii. W latach 1868 aż do śmierci w 1871 pełnił rolę dyrektora École Centrale.
Jego nazwisko pojawiło się na liście 72 nazwisk na wieży Eiffla.

## Publikacje
- Guide du mécanicien constructeur et conducteur de machines locomotives (we współpracy z Lechatelierem, Flachatem i Polonceau)
- Traité de la fabrication de la fonte et du fer (we współpracy z Eugène Flachatem i A. Barrault) (1846)